# Tusan
Tusan is een bestuurslaag in het regentschap Klungkung van de provincie Bali, Indonesië. Tusan telt 3507 inwoners (volkstelling 2010).